# Канва бизнес-модели
Шаблон бизнес-модели (от англ. Business model canvas) — один из инструментов стратегического управления для описания бизнес-моделей новых и уже действующих предприятий. Представляет собой одно-страничную схему, описывающую все бизнес-процессы компании: предложение, инфраструктуру, потребителей и финансы. Авторами и создателями являются Александр Остервальдер и Ив Пинье.

## Описание
Канва бизнес-модели состоит из 9 блоков, которые могут быть объединены в 4 группы. Каждый из блоков описывает свою часть бизнес-модели организации, а именно: ключевые партнеры, ключевые активности, достоинства и предложения, отношения с заказчиком, пользовательские сегменты, ключевые ресурсы, каналы поставки, структура затрат и источники доходов.
Основные группы и блоки в рамках бизнес-модели:
- Инфраструктура – описывает как и с помощью чего компания производит ценность, по сути определяется основа производственных процессов предприятия. Состоит из трех областей:
  - Процессы – наиболее важные процессы в цепочке создания ценностей клиентам компании.
  - Ресурсы – ключевые ресурсы, которые необходимы для создания ценности клиентам компании. Ресурсы могут быть человеческие, финансовые, средства производства, интеллектуальные.
  - Партнеры – ключевые партнеры, взаимоотношения с которыми могут повлиять на процесс создания ценности для клиентов компании. Формы взаимодействия с партнерами, могут принимать различные формы, к примеру: ключевой поставщик, стратегический альянс, совместное предприятие и т.д.

- Предложение – описывает продукт или услугу, которые компания предлагает на рынке. Состоит из одной области:
  - Предлагаемая ценность (Value proposition) – набор продуктов и услуг, которые выделяют компанию среди конкурентов на рынке и создают ценность для клиентов. Ценность продуктов и услуг предлагаемых на рынке, как правило достигается за счет следующих характеристик: новизна, производительность, гибкость и адаптируемость, комплектность, дизайн, бренд и статусность, цена, снижение рисков, доступность, удобство.

- Клиенты – описывает основные сегменты рынка либо клиентов, на обслуживании которых будет в первую очередь ориентироваться компания. А также основные процессы и способы работы с клиентами. Состоит из трех областей:
  - Клиенты – компания должна в первую очередь понять, кто будет пользоваться предлагаемыми ею продуктами или услугами, каковы их потребности и каковы особенности целевого рынка. Различные группы клиентов включают: массовый рынок, нишевые рынки, сегменты рынка, диверсификация (фокусирование одновременно на различных сегментах рынка), взаимозависимость клиентов (компания в рамках одного предложения обслуживает потребности различных клиентов).
  - Каналы сбыта – способ доставки продукта или услуги до клиента, удовлетворяющий потребностям в скорости, эффективности и стоимости.

- Взаимоотношения – каким образом будут строиться взаимоотношения с клиентами, каким образом компания будет приобретать новых клиентов, удерживать существующих и развивать отношения с ними. Различные формы построения взаимоотношения с клиентами включают: 
  - Персональное обслуживание – личное взаимодействие между сотрудником компании и клиентом, как правило в офисах продаж, по телефону, в рамках онлайн-чата и т.д.
  - Эксклюзивное персональное обслуживание – схоже с персональным обслуживанием, но с выделением для каждого клиента персонального менеджера по обслуживанию.
  - Самообслуживание – клиенты самостоятельно обслуживают себя посредством предлагаемых компанией инструментов.
  - Автоматизированное обслуживание – схоже с самообслуживанием, но системы компании могут определять потребности клиента и предлагать наиболее интересные предложения.
  - Сообщество клиентов – прямое взаимодействие между клиентами компании, компания предоставляет платформу в рамках которой клиенты могут обмениваться идеями, советами и решать различные проблемы.
  - Совместная работа – клиенты непосредственно участвуют в процессе создания дизайна продукта или услуги компании.
- Финансы – описание особенностей организации финансовых потоков компании, как входящих (ценообразование), так и исходящих (структура затрат). Состоит из двух областей:
  - Структура затрат – описание основных финансовых моделей и объектов инвестиций компании, которые необходимо понести для создания продукта или услуги. Основные элементы в описании структуры затрат: фиксированные расходы, переменные расходы, модели оптимизации затрат (экономия за счет масштаба, аутсорсинг непрофильных функций и т.д.).
  - Источники дохода – способ получения финансирования с каждого из рыночных сегментов, на котором она работает. Выделяют следующие источники дохода для компании: продажа товара, плата за использование, плата за подписку, сдача в аренду, лицензирование, посредничество, реклама.

## Применение
Для одного и того же продукта/услуги может существовать большое количество бизнес-моделей. Для эффективного использования канвы рекомендуется создать альтернативные бизнес-модели, задавая себе сложные вопросы и учитывая различные сценарии развития бизнеса. Только после составления и рассмотрения нескольких моделей нужно выбрать одну.